# Critérium du Dauphiné libéré 1963
La 17e édition du Critérium du Dauphiné libéré a eu lieu du 3 juin au 9 juin 1963. Elle a été remportée par le Français Jacques Anquetil. Il devance au classement général José Perez Frances et Fernando Manzaneque.	

## Classement général final
| Rang | Vainqueur               | Équipe | Pays     | Temps           |
| ---- | ----------------------- | ------ | -------- | --------------- |
| 1er  | Jacques Anquetil        |        | France   | 40 h 7 min 16 s |
| 2e   | José Perez Frances      |        | Espagne  | 1 min 19 s      |
| 3e   | Fernando Manzaneque     |        | Espagne  | 2 min 14 s      |
| 4e   | Angelino Soler          |        | Espagne  | 2 min 15 s      |
| 5e   | Federico Bahamontes     |        | Espagne  | 4 min 48 s      |
| 6e   | Jean-Claude Lebaube     |        | France   | 5 min 12 s      |
| 7e   | Louis Rostollan         |        | France   | 8 min 2 s       |
| 8e   | Anatole Novak           |        | France   | 9 min 37 s      |
| 9e   | Antonio Gomez del Moral |        | Espagne  | 10 min 24 s     |
| 10e  | Jozef Planckaert        |        | Belgique | 10 min 57 s     |

## Les étapes
| Étape      | Date   | Villes étapes               | type                        | Distance (km) | Vainqueur d'étape  | Leader du classement général |
| ---------- | ------ | --------------------------- | --------------------------- | ------------- | ------------------ | ---------------------------- |
| 1re étape  | 3 juin | Évian-les-Bains – Annemasse |                             | 187           | Pierre Everaert    | Pierre Everaert              |
| 2e étape   | 4 juin | Annemasse – Lyon            |                             | 236           | Rik Van Looy       | Henri Anglade                |
| 3e étape   | 5 juin | Bourgoin – Villard-de-Lans  |                             | 202           | José Pérez Francés | José Pérez Francés           |
| 4e étape   | 6 juin | Villard-de-Lans – Gap       |                             | 234           | Jean Stablinski    | José Pérez Francés           |
| 5e étape   | 7 juin | Gap – Avignon               |                             | 194           | Rik Van Looy       | José Pérez Francés           |
| 6e a étape | 8 juin | Bollène – Bollène           | contre-la-montre individuel | 38            | Frans Brands       | Jacques Anquetil             |
| 6e b étape | 8 juin | Bollène – Romans-sur-Isère  |                             | 136           | Jacques Anquetil   | Jacques Anquetil             |
| 7e étape   | 9 juin | Romans-sur-Isère – Grenoble |                             | 214           | Dieter Puschel     | Jacques Anquetil             |